# Georges Valois
Georges Valois, pseudónimo de Alfred-Georges Gressent (1878 – 1945), foi um pensador e político francês. Na procura de uma nova forma de organização económica e social e uma síntese entre os valores nacionalistas e de reformismo social, oscilou entre posições radicais de esquerda e de direita. Capturado pela Gestapo em 18 de maio de 1944 no Hôtel d'Ardières, nas Ardillats, morreu de tifo em Bergen-Belsen em fevereiro de 1945. 

## Obras
- L'économie nouvelle, 1919.
- La révolution nationale : philosophie de la victoire, 1924
- La politique de la victoire, 1925.
- Basile ou la politique de la calomnie, 1927.
- L'Homme contre l'argent, 1928.
- Un Nouvel âge de l'humanité, 1929.
- Finances italiennes, 1930.
- Économique, 1931.
- Guerre ou révolution, 1931.
- Journée d'Europe, 1932.
- 1917-1941. Fin du bolchevisme, conséquences européennes de l'événement, 1941.
- L'Homme devant l'éternel (posthume), 1947.
- Les Cahiers du Cercle Proudhon publiés par Avatar Editions avec une préface d'Alain de Benoist.